# Cambridge-Narrows
Cambridge-Narrows är en ort i Kanada.   Den ligger i provinsen New Brunswick, i den östra delen av landet, 800 km öster om huvudstaden Ottawa. Cambridge-Narrows ligger 19 meter över havet och antalet invånare är 717. Den ligger vid sjön Washademoak Lake.
Terrängen runt Cambridge-Narrows är huvudsakligen platt. Cambridge-Narrows ligger nere i en dal. Runt Cambridge-Narrows är det mycket glesbefolkat, med 2 invånare per kvadratkilometer.. Cambridge-Narrows är det största samhället i trakten. 
I omgivningarna runt Cambridge-Narrows växer i huvudsak blandskog.